# Guamaguamlap
Guamaguamlap est une île de l'atoll d'Ebon, dans les Îles Marshall. Elle est située à l'est de l'atoll et possède une habitation.